# Józef Rizzi z Bkoufy
Józef Rizzi z Bkoufy (zm. w marcu 1608) – duchowny katolicki kościoła maronickiego, w latach 1596–1608 51. patriarcha tego kościoła - "maronicki patriarcha Antiochii i całego Wschodu".